# Perisama beckeri
Perisama beckeri är en fjärilsart som beskrevs av William Chapman Hewitson 1854. Perisama beckeri ingår i släktet Perisama och familjen praktfjärilar. Inga underarter finns listade i Catalogue of Life.